# Legio VIII Augusta (Julio César)
La Legión VIII Augusta fue creada por Julio César en el año 59 a. C. o un poco antes. Luchó en la Galia y en las guerras civiles. Fue disuelta en el año 46 a. C. y reconstruida por Octavio en el 44 a. C. Reformada por este el año 43 a. C. luchó victoriosamente bajo el mando del emperador. Ganó su distinción en Mutina (Módena, Italia) en ese mismo año.
- Datos: Q5972582